# 天主教布雷达教区
天主教布雷達教區（拉丁語：Dioecesis Bredana）是羅馬天主教在荷蘭的一個教區，屬烏特勒支總教區。
教區位於荷蘭西南部，包括澤蘭省和北布拉班特省西部。2011年，有437,000名教友，估轄區總人口39.1%，有66個堂區、232名司鐸、24名終身執事、228名修士、585名修女。現任主教為若望·列森。
1803年3月22日成立宗座代牧區。1853年3月4日升為教區。

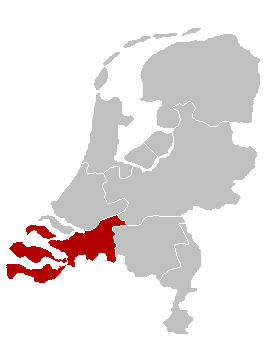
布雷達教區管轄範圍圖